# Entephria clementia
Entephria clementia är en fjärilsart som beskrevs av Inoue 1982. Entephria clementia ingår i släktet Entephria och familjen mätare. Inga underarter finns listade i Catalogue of Life.